# ペニー・ウォン
ペニー・ウォン（Penelope "Penny" Ying-Yen Wong、1968年11月5日 - ）は、オーストラリアの政治家。中国系・女性・同性愛者として、オーストラリア政界で多くの「初」記録を打ち立てた。漢名は黄 英賢（こう えいけん、ピンイン：Huáng Yīngxián、粤拼：wong4 ying1 yin4）。

## 経歴
1968年、マレーシアのサバ州コタキナバルに生まれる。父親は中国系(広東系、客家系をルーツに持つ)のマレーシア人、母親はオーストラリア人。両親は1976年までに離婚し、ペニーは母親と弟とともにオーストラリアのアデレードに移った。アデレード大学法学部を卒業後は労働組合で働き、2001年にオーストラリア労働党から上院議員選挙に立候補して当選。政界入りを果たした。

### 労働党の国会議員として
2007年の選挙で労働党が勝利すると気候変動と水の大臣に就任。2010年には財務および規制緩和担当大臣となった。2013年の総選挙で労働党が敗北すると、シャドー・キャビネットの外務大臣を務めた。
労働党上院のリーダーとして強い影響力を有しており、2022年にオーストラリアを訪問した日本の林芳正外務大臣も時間を割いて懇談している。
2022年5月の総選挙では台湾問題を取り上げる自由党のピーター・ダットン国防相に対して、日本を引き合いに出しながら「口数を減らして行動することが必要だ」と対中国問題について抑制的な立場を示した。

### 外務大臣就任

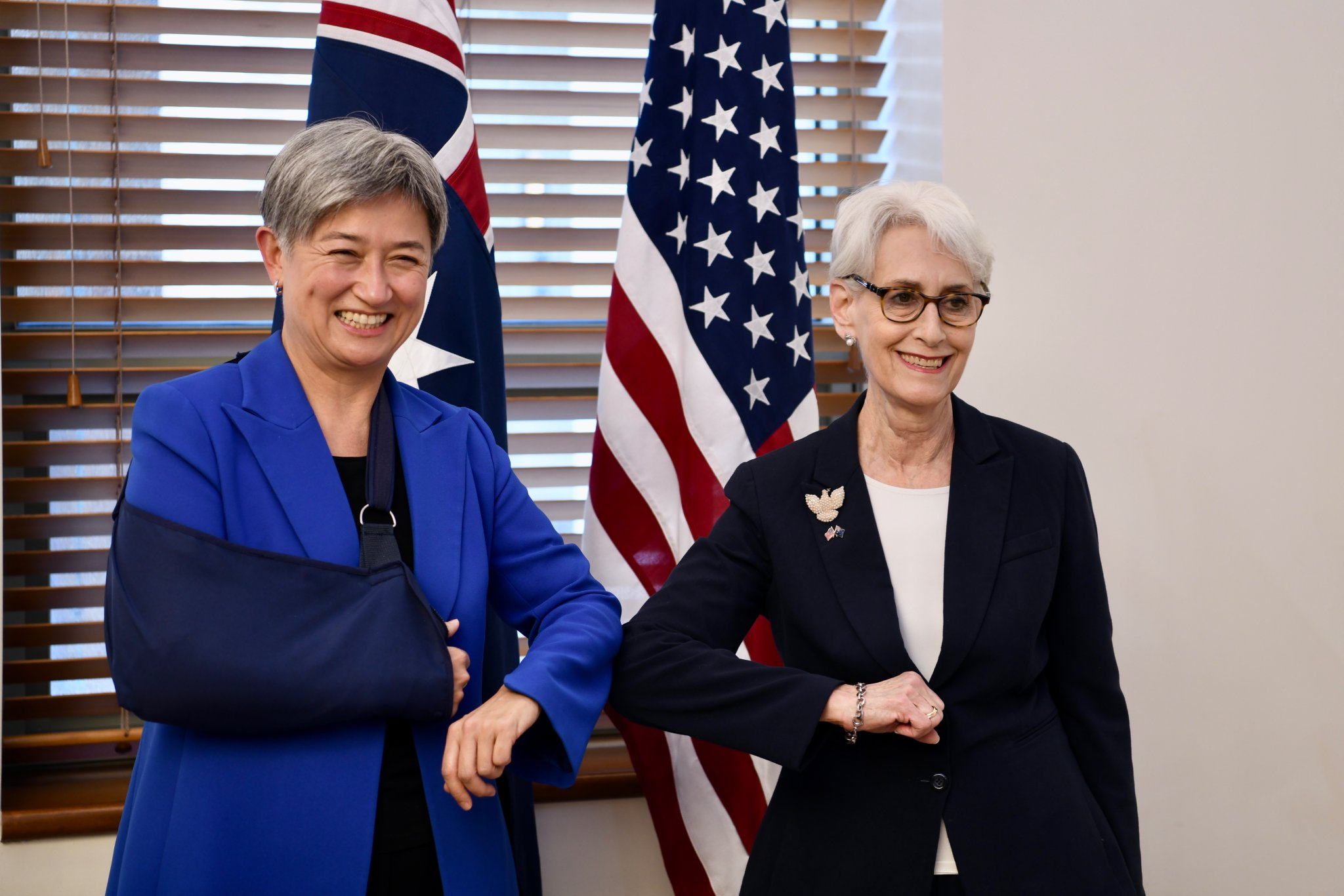
米国のウェンディ・ルース・シャーマン国務副長官と（2022年8月8日）

同月、労働党は勝利し、ペニーはアンソニー・アルバニージが組閣した内閣の外務大臣に就任。就任直後の3日後の5月24日には、東京で開かれた日米豪印戦略対話（クアッド）に出席する首相に同行した。
さらに5月27日にはフィジーの太平洋諸島フォーラム事務局を訪問。「オーストラリアはいかなる条件も付けず、持続不可能な財政負担を与えないパートナー」と借金漬け外交を暗に批判し、3日後に同地で開催される中国主導の中国・太平洋島嶼国外相会議を牽制した。
2022年7月、20カ国・地域（G20）外相会合のためにインドネシアのバリ島を訪問。同地において同月8日には中国の王毅国務委員兼外相と豪中の外相級としては3年ぶりの会談を実施。通商関係の問題を議論した。

## 私生活
同性愛者として知られており、性的少数者の権利の保護に力を入れている。閣僚であった2011年にはパートナーの女性が妊娠したことを発表。「わたしたちに子どもを一緒に育てる機会を与えてくれた」生物学上の父親の男性に感謝を表明した。当時の豪州では同性婚が禁止されていたため、政治的な波紋も呼んだ。首相のギラードも祝福を述べたが同性婚反対の立場は崩さなかった。